# Creighton (Missouri)
Pour les articles homonymes, voir Creighton.
Creighton est une ville du comté de Cass, dans le Missouri, aux États-Unis,. Située au sud du comté, elle est fondée en 1855 et incorporée en 1885. Elle est baptisée en référence à John B. Creighton, un pionnier.

## Démographie
Lors du recensement de 2010, la ville comptait une population de 349 habitants. Elle est estimée, en 2016, à 346 habitants.

## Source de la traduction
- (en) Cet article est partiellement ou en totalité issu de l’article de Wikipédia en anglais intitulé « Creighton, Missouri » (voir la liste des auteurs).